# 脱走と追跡のサンバ
『脱走と追跡のサンバ』（だっそうとついせきのサンバ）は、筒井康隆の初期の長編SF小説である。

## 概要
1970年10月から71年9月まで『S-Fマガジン』に連載され、1971年10月に早川書房より出版。1974年に角川書店により文庫化、のち1996年に改版の文庫が出版された。一時期絶版となったが、2015年に「筒井康隆コレクションⅡ 霊長類 南へ」に収録された。『筒井康隆全集』（新潮社）の10巻にも表題作として収録されている。「世界のSF文学総解説」(自由国民社、最新改版1991、担当執筆者・平岡正明)では「筒井康隆の最高傑作といわれている」と紹介されている。

## 登場人物
おれ
SF作家。ある日、この世界が以前いた世界と違うことに気づく。この世界の情報による呪縛、時間による束縛、空間による圧迫から解放されるため、以前いた世界への脱走を試みる。
尾行者
おれの尾行を依頼された私立探偵。作中で風貌を「いわば蒼白きインテリ、あまり頭が良くないためうだつがあがらず、いつも科学研究所の片隅にちぢこまっている万年助手」と記述されている。
正子
おれのガールフレンドと思しき人物。